# Salix opsimantha
Salix opsimantha är en videväxtart som beskrevs av Camillo Karl Schneider. Salix opsimantha ingår i släktet viden, och familjen videväxter. Utöver nominatformen finns också underarten S. o. wawashanica.